# Calamia
Calamia là một chi bướm đêm thuộc họ Noctuidae.

## Các loài
- Calamia deliciosa Boursin, 1957
- Calamia flavirufa Hampson, 1910
- Calamia metamorpha (Boursin, 1960)
- Calamia staudingeri Warnecke, 1941
- Calamia tridens (Hufnagel, 1766) – Burren Green